# Seneschall
Seneschall ist die historische Bezeichnung eines Hofamts. Im Frankenreich der Karolinger war es das höchste Hofamt. Ihm entspricht unter den deutschen Königen und Kaisern des Heiligen Römischen Reiches das Amt des Truchsessen.

## Etymologie und Entwicklung
Das Wort Seneschall wurde aus altfranzösisch seneschal (neufranzösisch sénéchal) entlehnt, dies wiederum aus altniederfränkisch siniskalk, vom Adjektiv sena für „alt“ und skalk für „Knecht“ (vgl. Marschall bzw. Schalk). Die ursprüngliche Bedeutung wäre demnach „Altknecht“, wobei „alt“ hier nicht für das Lebens-, sondern das Rangalter (Anciennität) steht. Der Seneschall war also der Erfahrenste und Höchste, der Vorgesetzte der anderen Diener, nicht etwa ein „Knecht im Ruhestand“.
Als Seneschall bezeichnete man bei den Karolingern den höchsten Hofbeamten, den Leiter des königlichen Hauswesens. Daraus entwickelte sich das höchste Großamt im Königreich Frankreich: Der Seneschall von Frankreich war nicht nur Chef des königlichen Hauses, sondern auch Oberbefehlshaber der Armee. Diese große Machtfülle führte schließlich zur Abschaffung des Amtes 1191. Auch in anderen vormals karolingischen Gebieten gab es dieses Hofamt weiterhin, so z. B. in der Grafschaft Barcelona, wo das Haus Montcada lange Zeit die Seneschälle stellte.
Im Spätmittelalter wurde in Frankreich auch der königliche Gerichtsverwalter bzw. oberste Gerichtsbeamte eines Bezirks als Seneschall (sénéchal judiciaire) bezeichnet.